# 성창훈
성창훈(1975년 4월 22일 ~ )은 대한민국의 배우이다. 1996년 SBS 서울방송 공채 6기 탤런트로 정식 데뷔하였다.

## 출연 작품

### 영화
- 2003년 《국화꽃 향기》 - 글뿌리 멤버 역
- 2003년 《와일드 카드》 - 웨이터 역

### 드라마
- 1996년 SBS 《남자대탐험》
- 1996년 SBS 《8월의 신부》
- 1996년 SBS 《형제의 강》
- 1996년 SBS 《LA아리랑》
- 1997년 SBS 《여자》
- 1997년 SBS 《아름다운 그녀》
- 1997년 SBS 《지평선 너머》
- 1998년 SBS 《서울 탱고》
- 1998년 SBS 《사랑해 사랑해》
- 1998년 SBS 《7인의 신부》
- 1999년 SBS 《지금은 사랑할 때》
- 1999년 SBS 《카이스트》
- 1999년 SBS 《젊은 태양》
- 1999년 SBS 《토마토》
- 1999년 SBS 《그녀의 선택》
- 2000년 SBS 《팝콘》
- 2000년 SBS 《여자만세》
- 2001년 SBS 《이 부부가 사는 법》
- 2002년 SBS 《지금은 연애중》
- 2003년 SBS 《백수탈출》
- 2003년 SBS 《요조숙녀》
- 2004년 SBS 《작은 아씨들》 - 현득 스토커 역
- 2005년 SBS 《서동요》 - 구산 역
- 2006년 SBS 《무적의 낙하산 요원》 - 이홍만 역
- 2006년 SBS 《게임의 여왕》
- 2007년 SBS 《로비스트》 - 양동진 역
- 2008년 SBS 《신의 저울》 - 임득수 역
- 2009년 KBS2 《솔약국집 아들들》 - 의사 역
- 2009년 SBS 《천사의 유혹》 - 강 비서 역
- 2010년 SBS 《검사 프린세스》 - 진동근 역
- 2010년~2011년 SBS 《괜찮아, 아빠딸》 - 리카르도 역
- 2011년 SBS 《시티헌터》 - 석두식 역
- 2011년 SBS 《여인의 향기》 - 임세경의 비서 역
- 2012년~2013년 SBS 《드라마의 제왕》 - 검사 역
- 2013년 SBS 《주군의 태양》 - 귀신 역
- 2014년 SBS 《엔젤 아이즈》 - 박창현 역
- 2015년 SBS 《가면》 - 뿔테 역
- 2015년 SBS 《어머님은 내 며느리》 - 송우식 역
- 2015년 SBS 《리멤버 - 아들의 전쟁》 - 고광일 검사 역
- 2016년 SBS 《질투의 화신》 - 보도국 스태프 역
- 2016년 SBS 《푸른 바다의 전설》 - 양씨 부하 역
- 2017년 SBS 《초인가족 2017》 - 조성훈 역
- 2017년 TV조선 《너의 등짝에 스매싱》 - 영화감독 역
- 2017년 SBS 《해피시스터즈》 - 마두수 역
- 2018년 JTBC 《으라차차 와이키키》
- 2018년 채널A 《열두밤》 - 김재욱 역
- 2018년 SBS 《운명과 분노》 - 경제업체 역
- 2023년 JTBC 《대행사》
- 2023년 tvN 《판도라: 조작된 낙원》 - 엄상배 역

## 배우자
- 고미영은 1살 연상, 4월 22일에 같다.